# Ödenwaldstetten (Film)
Ödenwaldstetten ist ein Dokumentarfilm in Schwarzweiß aus Deutschland von Regisseur Peter Nestler aus dem Jahr 1964. Der Film wurde am 18. August 1964 in der ARD erstmals ausgestrahlt. Er behandelt den sozialen und wirtschaftlichen Wandel der damals selbstständigen Gemeinde Ödenwaldstetten auf der Schwäbischen Alb in den 1960er Jahren.

## Inhalt
Der Film Ödenwaldstetten trägt den paradigmatischen Untertitel: Ein Dorf ändert sein Gesicht.
Unterschiedliche Bauern erzählen über den Strukturwandel der Landwirtschaft mit seinem Zwang zu Mechanisierung und Massentierhaltung und den Problemen, die nötigen Investitionen zu tätigen (O-Ton eines Interviewten: „Übern Bauernstand da stehen schwarze und graue Wolken.“), Besucht werden auch unterschiedliche Gewerbebetriebe des Ortes (etwa die Trikotagen-Fabrik oder die Brauerei), die alle vom technischen Wandel geprägt sind. Die ersten Gastarbeiter arbeiten bereits im Ort. Wandel auch im Schulbetrieb, der allerdings noch stark durch die saisonalen Kinderarbeit während der Erntezeiten geprägt ist.
Aber auch die Vergangenheit wird thematisiert: der Krieg mit seinen Opfern und die vertriebene jüdische Bevölkerung, welche eine bedeutende Rolle im Viehhandel gespielt hatte. Doch der rasche soziale und wirtschaftliche Wandel begünstigt das Vergessen: „Die ganzen Sachen von früher und den Krieg, das hat man fast alles vergessen, es ist immer etwas Neues gekommen. Was hinter einem liegt, ist gemäht.“
Der Film endet mit einem Richtfest, einem anschließenden Gottesdienst und einem Besuch in einem frequentierten Gasthaus – alles Institutionen, die der Integration in der Gemeinde dienen.

## Rezeption
Genau wie Nestlers Dokumentation Mülheim/Ruhr war Ödenwaldstetten vom Südwestfunk in Auftrag gegeben worden. Dabei hatte man seitens der Intendanz versucht, Änderungen in den Filmen durchzusetzen. Insbesondere das unkommentierte Nebeneinander der unterschiedlichen Sprecher, die sich ihrer Mundart bedienten bzw. in einem holprigen Hochdeutsch sprachen, stand im Zentrum der Kritik. Nestler erzählt in dem Dokumentarfilm 5 Bemerkungen zum Dokumentarfilm (1974), dass er sich geweigert hätte, einen neutralen Erzähler im Film einzuführen, weil er dies als Beleidigung der Ernsthaftigkeit der Mitwirkenden empfunden hätte. Nach dem Film Ödenwaldstetten fand sich nach Aussagen Nestlers keine Rundfunkanstalt mehr, die ein Folgeprojekt in Auftrag gegeben hätte. Er musste deshalb seinen nächsten Dokumentarfilm mit dem Titel Von Griechenland selbst finanzieren.

„Der Aussiedler, der als Existenzgründer deutsche Äcker umpflügt; gebeugte Gestalten, die mit Bollerwagen Milchkannen durch schmutzige Gassen ziehen, Viehhalter, die beklagen, dass mit dem Mord an den Juden auch die jüdischen Viehhändler verschwunden sind: Ödenwaldstetten ist ein Albtraum für jeden Landlust-Leser.“

Ödenwaldstetten ist aktuell in einer DVD mit dem Gesamtwerk Peter Nestlers zugänglich, der 16-mm-Film wurde auf DCP (Digital Cinema Package) transferiert.